# マイケル・ガフ (声優)
マイケル・ガフ （Michael Gough,  1956年12月3日-）は、アメリカ合衆国の声優・歌手。カリフォルニア州サンノゼ出身。

## 人物

### テレビアニメ
- ティーンエイジ・ミュータント・ニンジャ・タートルズ (1987) - ラファエロ （シーズン10）（役割からロブ・ポールセンの出発の後。）
- 新くまのプーさん -  ゴーファー （ハワード・モリスの交換）
- パパはグーフィー - フェッスター・スウォーレン （挿5話）
- ロケット・パワー - 追加の声
- ジャッキー・チェン・アドベンチャー - 探偵ルフー / グレイ・フォックス （挿1話）
- ハウス・オブ・マウス - ゴーファー
- チョーク・ゾーン - パパ・O'・ポッサム
- ダニーファントム - サンプソン （挿1話）
- ベン10 -  中尉スチール、SCATメンバー＃2

### 吹き替え

#### テレビアニメ
- トータリー・スパイズ! - ティム・スキャム （挿1話） （英語版）

### アニメ映画
- Far Far Away Idol シュレック （歌う声）

### ゲーム
- 悪魔城ドラキュラX 月下の夜想曲 - リヒター・ベルモンド
- アサシン クリード II - 追加の声
- アンチャーテッド 黄金刀と消えた船団 - セルビアの兵士
- Area 51 - 追加の声
- Gears of War - プライベート・アンソニー・カーマイン
- Gears of War 2 - プライベート・ベンジャミン・カーミン / プライベート・アンソニー・カーマイン
- Gears of War 3 -  クレイ・カーマイン
- killer7 - ダン・スミス
- キングダム ハーツII - ゴーファー
- コール オブ デューティ - キャプテン・プライス
- コール オブ デューティ2 - キャプテン・プライス
- サイレントヒル - ハリー・メイソン
- シャドウ オブ ローマ - Narclastese、追加の声
- スタークラフト - タッサダー
- スパイロ・ザ・ドラゴン - ナスティ・ノーク
- タイムクライシス - シェルード・ガロ / 兵士
- Diablo - Deckard Cain
- Diablo2 - Deckard Cain
- Diablo3 - Deckard Cain
- Dragon Age: Origins - 賢明なエルフ / 男 / 追加の声
- Travis Strikes Again: No More Heroes - エレクトロ・トリプルスター / ダン・スミス
- バイオハザード4 - オズムンド・サドラー
- ファイナルファンタジーXIII - コクーン住民
- ファイナルファンタジーXIV - 様々な役割
- Fallout 3 - エルダー・ライアンズ
- プレデター: コンクリート・ジャングル -  追加の声
- ロストオデッセイ - ナレーター
- ロスト プラネット 2 - 追加の声